# Le Chemin de Rio
Pour plus de détails, voir Fiche technique et Distribution.
Le Chemin de Rio est un film français réalisé par Robert Siodmak et sorti en 1937.

## Synopsis
Blanco, un père de famille tranquille, est en fait un proxénète de haute volée, qui pratique la traite des blanches. Son complice, Moreno, est amoureux d'une des prostituées, Yvette Martin. Mais celle-ci est mise à l'index par Blanco et tombe d'un balcon, lors d'un meurtre maquillé en accident. Tandis que deux journalistes, Marion Baker et Henri Voisin, enquêtent sur l'affaire, Moreno, fou de rage, n'a qu'une idée : se venger. Il décide d'envoyer la fille de Blanco, Béatrice, à Rio pour la jeter dans les mains des trafiquants.

## Fiche technique
- Titre : Le Chemin de Rio / Cargaison blanche
- Réalisation : Robert Siodmak
- Scénario : Herbert Juttke, G. Murray, d'après un article de Jean Masson
- Dialogues : Henri Jeanson
- Photographie : René Gaveau et René Colas
- Musique : Paul Dessau
- Montage : Marguerite Beaugé, Marguerite Renoir
- Direction artistique : Lucien Aguettand
- Directeur de production : Henri Baum
- Format : Son mono (RCA Photophone System) - Noir et blanc - 35 mm  - 1,37:1
- Genre : Film dramatique
- Durée : 100 min
- Date de sortie : 
  - France : 3 février 1937

## Distribution
- Käthe von Nagy : Marion Baker
- Jules Berry : Moreno
- Suzy Prim : Estella
- Jean-Pierre Aumont : Henri Voisin
- Charles Granval : Blanco
- Marcel Dalio : Pedro Férez, le lanceur de couteaux
- Mady Berry : Madame Blanco
- Gaston Modot : Alvarez
- Max Maxudian : le commandant
- Georges Jamin : Manuel, le faux policier
- Abel Jacquin : Constantin
- Gisèle Préville : Béatrice Blanco, ou Inès Palo
- Sylvia Bataille : Yvette Martin
- Marcelle Praince : Juana
- Marguerite de Morlaye
- Madeleine Gérôme

## Autour du film
- Contrairement  à ce qui se dit ici et là, le film de Robert Siodmak, sorti le 3, le 5 ou le 11 février 1937, n'est pas tiré de l'article « Le Chemin de Rio » de Jean Masson, qui n'a été publié que lors de sa sortie le 12 février 1937, dans Voilà no 308. Il semble que ce soit l'adaptation d'un article antérieur de Jean Masson sur le même sujet, « Cargaison clandestine ».
- Une autre adaptation de l'article, plus qu'un remake du film de Robert Siodmak, Cargaison blanche, a été réalisée en 1953 par Georges Lacombe.